# Российский национальный коммерческий банк
Российский национальный коммерческий банк (РНКБ Банк (ПАО)) — российский универсальный коммерческий банк, созданный 25 января 1991 года в Москве. Крупнейший банк Республики Крым и города Севастополя, также имеет широкую сеть отделений в Краснодарском крае. Головной офис расположен в Симферополе.
В 2014 году РНКБ стал первым российским банком, функционирующим на территории Республики Крым и города федерального значения Севастополя. Является крупнейшим банком Республики Крым — на обслуживании находятся более 2,2 млн физических лиц и 85 тыс. корпоративных клиентов.
РНКБ активно развивает розничное и корпоративное направления бизнеса. Деятельность банка направлена на развитие регионального финансового рынка и формирование устойчивой региональной экономики путем предоставления клиентам комплекса услуг на базе широкой продуктовой линейки с использованием дистанционных каналов обслуживания. РНКБ принимает участие в реализации крупнейших инвестиционно-строительных проектов на территории Крыма, а также социально значимых программ по таким направлениям как наука, культура, искусство, спорт, образование и здравоохранение.
По состоянию на 1 марта 2024 года занимал 27 место по активам среди всех российских банков.
Из-за аннексии Крыма банк находится под международными санкциями Евросоюза, Великобритании, США, Канады и ряда других стран.

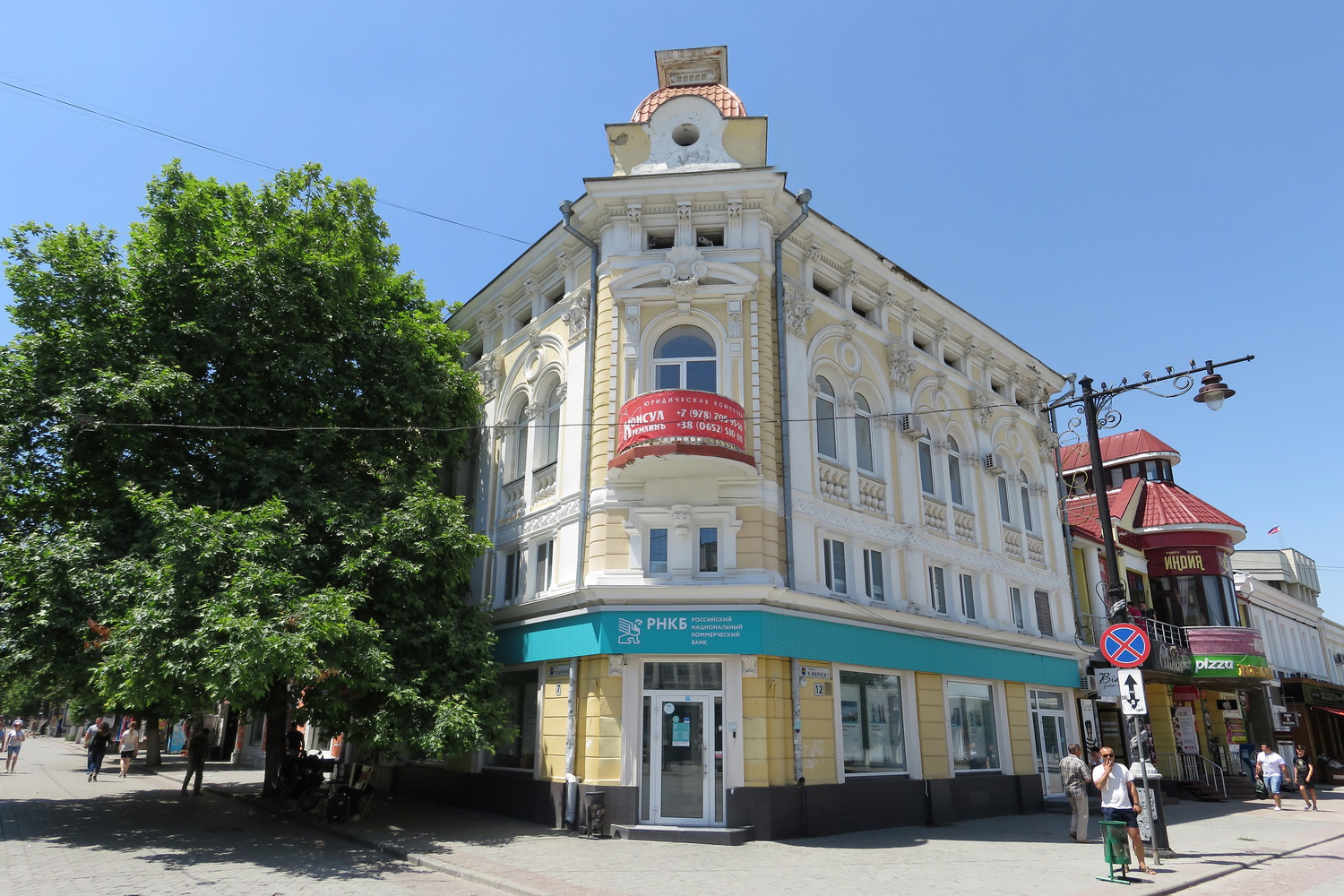
Одно из отделений в Симферополе в 2016 году

## История
Коммерческий банк «Российский национальный банк» создан решением учредителей — пайщиков 27 декабря 1990 года (протокол № 1). Устав банка зарегистрирован 25 января 1991 года в Центральном Банке РСФСР за номером 1354. В мае того же года к названию банка добавили слово «коммерческий». В 1994 году организационно-правовой формой банка стало товарищество с ограниченной ответственностью, в 1997 году организационно-правовая форма была изменена на открытое акционерное общество, а в 2015 — на публичное акционерное общество.
В конце 1990-х годов «Банк Москвы» стал материнской организацией для РНКБ, приняв участие в санации банка на паях с Агентством по реструктуризации кредитных организаций (АРКО). До октября 2010 года «Банк Москвы» оставался значимым акционером для Банка РНКБ, а крупнейший пакет акций (46,3 %) тогда числился за Московским межреспубликанским винодельческим заводом, подконтрольным через ОАО «Объединённая компания» «Банку Москвы».
«Банк Москвы» выступал ключевым акционером РНКБ до марта 2014 года и вышел из состава акционеров из-за смены политической ситуации после аннексии Крыма[4]. Из-за опасений введения санкций крупные игроки российского банковского рынка не рисковали работать на территории Республики Крым, поэтому власти Крыма приняли решение приобрести региональный коммерческий банк для обеспечения населения финансовыми услугами.
26 марта 2014 года РНКБ был продан «Банком Москвы» ГУП «Вода Крыма», принадлежащему правительству Крыма — данная сделка была связана с необходимостью формирования и развития банковской системы Крыма[4] после ухода с полуострова украинских и международных банков. Всеобщие опасения по поводу санкций оправдались: после прихода РНКБ на полуостров в начале августа 2014 года против него были введены санкции ЕС и Канады, в декабре 2014 года американские компании Visa и MasterCard перестали обслуживать обладателей карт этих платежных систем через банкоматы РНКБ. 11 марта 2015 года банк попал в «черный список» санкционных компаний — список SDN Минфина США.
Примерно через год, 2 февраля 2015 года правительство Крыма вышло из капитала РНКБ, продав 99,9 % акций ООО «Комплексные энергетические решения» (ООО «КЭР»), поскольку, по словам главы республики Сергея Аксенова, крымскому правительству стало понятно, что ни у одного из крымских предприятий нет возможности заниматься банковским бизнесом. Как сообщил глава Республики Крым журналистам, правительство Крыма не продавало РНКБ: временный переход финансового учреждения под контроль исполнительной власти региона был техническим: «Он не был продан. Правительство не покупало и не продавало банк. Банк был временно оформлен на предприятие „Вода Крыма“, потому что все опасались санкций».
1 июля 2015 года уставной капитал банка увеличился на 17,33 млрд рублей и составил 17,65 млрд рублей, при этом собственный капитал РНКБ составил 20,5 млрд рублей, благодаря чему банк вошел в топ-50 российских банков по величине капитала.
В ноябре 2015 года рейтинговое агентство «Эксперт РА» присвоило РНКБ Банку рейтинг долгосрочной кредитоспособности на уровне «А» (высокий), подуровень рейтинга — первый, прогноз по рейтингу — «стабильный».

## Собственники и руководство
В марте 2014 года правительство Крыма через ГУП «Вода Крыма» приобрели кредитную организацию у «Банка Москвы» для развития банковской системы в регионе после ухода с полуострова украинских банков из-за российской аннексии.
2 февраля 2015 года правительство Крыма продало 99,9 % акций малоизвестному ООО «Комплексные энергетические решения» (ООО «КЭР»), которое на базе банка намерено развернуть финансирование государственно-частных проектов в Крыму в сфере энергетики, теплоснабжения и дорожного строительства. Сумму сделки стороны не раскрывают, по оценкам аналитиков, банк мог быть продан за 4 млрд руб. По оценке экспертов, справедливой ценой актива является 6 млрд руб., однако на цену могло повлиять пребывание РНКБ под санкциями со стороны западных стран, его покупка несёт определённые риски. Управление активом осуществлялось через «РНКБ-холдинг», самим «КЭР» через несколько компаний владели Дарья Демченко, Владимир Казинцев, Игорь Лебедев, Валерий Тюменев и Татьяна Макаров.
В январе 2016 года банк перешёл под единоличный контроль российского государства, так как 100 % акционером стало Росимущество.
В апреле 2017 года премьер-министр РФ Дмитрий Медведев подписал распоряжение об увеличении уставного капитала РНКБ на 15 млрд руб через выпуск дополнительных акций, которые и купит правительство. Причиной этого стало недостаточность имеющихся у банка средств для финансирования значимых для региона проектов.

## Деятельность
В марте 2014 года был открыт филиал в Симферополе, по состоянию на апрель 2017 года действует около 170 отделений в Республике Крым и Севастополе. Часть отделений были получены от украинских дочек российских банков («Сбербанк России», банка «ВТБ-Украина») или ранее принадлежавших ПриватБанку. Также, в декабре РНКБ представил мобильное приложение на базе Android для более быстрого и эффективного пользования услугами банка.
С момента выхода на Крымский полуостров, который после российской аннексии покинули украинские банки вместе с украинскими «дочками» российских, РНКБ увеличил свои активы и перешёл из седьмой во вторую сотню российских банковских организаций, став крупнейшим в новом российском регионе. В частности, с января 2014 года по январь 2015 года вклады физлиц в нём выросли с 45 млн рублей до 17 млрд.
РНКБ является уполномоченным банком по выплате гражданских и военных пенсий в Крыму, а также по программе «Росвоенипотека». За 2015 год банк выдал ипотечных кредитов на сумму 705 миллионов рублей.
С декабря 2015 года стал санатором краснодарского «Крайинвестбанка».
По итогам 2018 года, общий портфель ипотечных кредитов составляет 8,8 млрд рублей, из них около 83 % выдано жителям Крыма и Севастополя.
Банк является активным участником НСПК. Так, в феврале 2016 года началась массовая эмиссия, а в мае были представлены первые кредитные карты платежной системы «Мир».
С 2019 года РНКБ развернул процесс запуска пилотных точек в отделениях Почты Крыма по модели, сходной с той, что реализует Почта Банк в отделениях Почты России.
С ноября 2019 года по январь 2020 года произошло форсированное присоединение к РНКБ «Крайинвестбанка», располагавшего 55 отделениями. Объединённая структура становилась самым крупным банком юга РФ, обслуживающим более 2,2 миллиона физических лиц и 85 тысяч предприятий.
29 января 2020 года РНКБ стал санатором «Севастопольского Морского Банка». 4 ноября 2021 года банк был присоединён к РНКБ.
5 июня 2024 года было объявлено о переходе банка под бренд ВТБ.
С 12 июня 2025 года все клиенты РНКБ были полностью переведены под бренд ВТБ, сайт РНКБ прекратил работу.

### Кредитные рейтинги
- Рейтинговое агентство «Эксперт РА» присвоило банку в 2015 году рейтинговую оценку A (I) и подтвердило её в 2016. В 2017 году рейтинг был повышен до A+ (III), а затем заменён на ruA-. На этом уровне рейтинг подтверждался в 2018 и 2019 годах, а в 2020 был повышен до ruA (подтверждён в 2021). В 2022 году рейтинг вновь повышен до  и повышен до ruA+ и ежегодно подтверждается на этом уровне (2023-2024). В мае 2025 года рейтинг был отозван[27].
- Рейтинговое агентство АКРА в 2017 году присвоило РНКБ рейтинговую оценку A(RU) со стабильным прогнозом. Рейтинг  подтверждался в 2018-2019 годах, в 2020 повышен до A+(RU) и ежегодно подтверждается на этом уровне (2021-2025). В июне 2025 года рейтинг был отозван[28].

## Инвестиции
Банк участвует в двух крупных инфраструктурных проектах на территории Крыма — финансирует строительство нового аэровокзального комплекса в Симферополе и объектов генерации (Балаклавская ТЭС и Таврическая ТЭС). Лимит кредитной линии на реализацию первого проекта составляет 13,98 млрд рублей, второго — 23,7 млрд рублей.